# Silvestre Revueltas
Silvestre Revueltas Sánchez (ur. 31 grudnia 1899 w Santiago Papasquiaro, zm. 5 października 1940 w mieście Meksyk) – meksykański kompozytor, skrzypek i dyrygent. 

## Życie

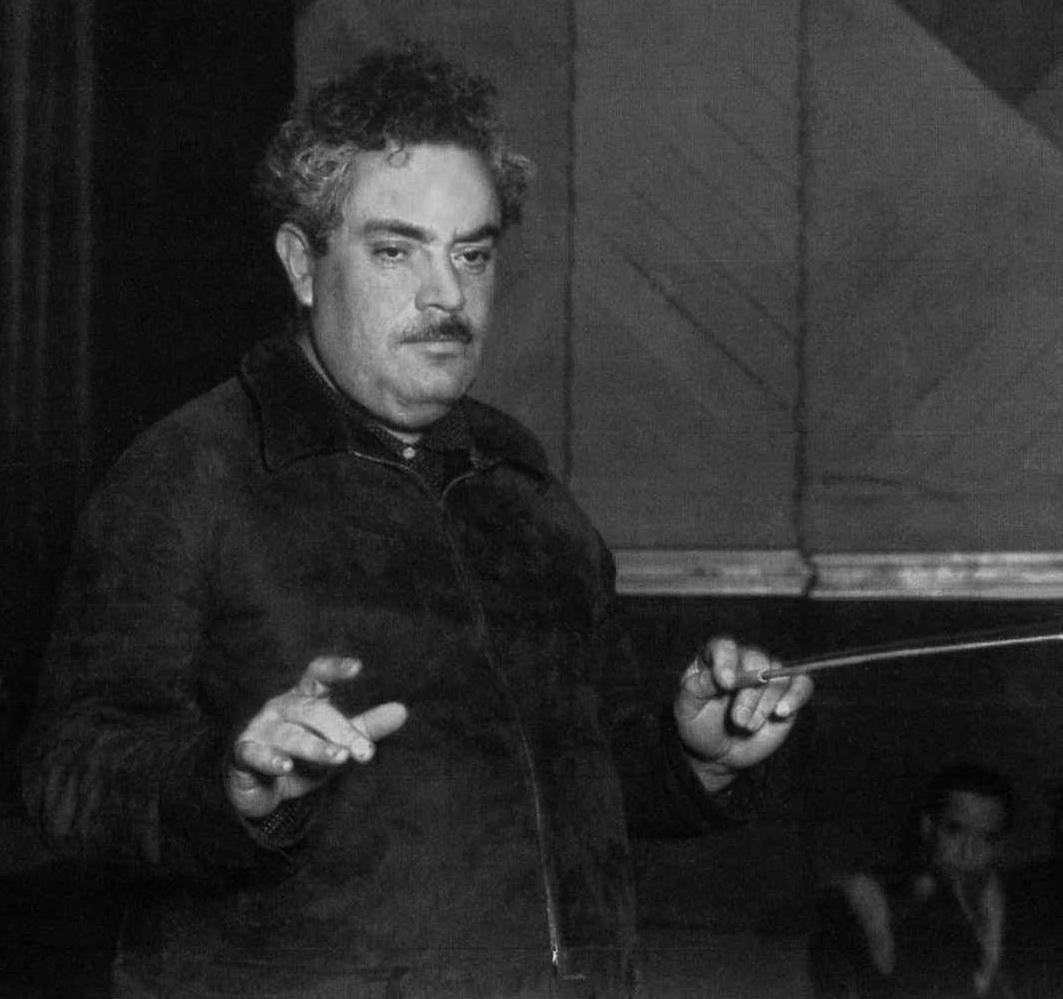
Silvestre Revueltas jako dyrygent

Silvestre Revueltas urodził się w Santiago Papasquiaro, w stanie Durango. Wychował się w rodzinie o artystycznym zacięciu. Gry na skrzypcach uczył się od ósmego roku życia, najpierw w Colimie, a później w Instituto Juarez w Durango.
W 1913 przeniósł się do Ciudad de Mexico, gdzie kontynuował naukę gry i rozpoczął lekcje kompozycji. W latach 1916–1924 uczył się w Stanach Zjednoczonych, w Austin i Chicago z przerwą w latach 1920–22, którą przeznaczył na karierę koncertową w Meksyku. Po studiach występował w Meksyku do roku 1926, kiedy to wyjechał do Stanów Zjednoczonych i prowadził orkiestry w San Antonio i Mobile. W 1929 Carlos Chávez zaproponował Revueltasowi stanowisko dyrygenta Narodowej Orkiestry Symfonicznej Meksyku (Orquesta Sinfónica Nacional), które kompozytor przyjął i piastował do 1935 roku. Założył wtedy Orkiestrę Narodową. W tym okresie wykładał także kompozycję i grę na skrzypcach w stołecznym konserwatorium Conservatorio Nacional de Música i był tam dyrygentem uczelnianej orkiestry. 
W 1937 roku koncertował wraz z orkiestrą na rzecz strony republikańskiej w Hiszpanii, zaproszony przez lewicową organizację Liga de Escritores y Artistas Revolucionarias. Po przejęciu władzy przez Franco wrócił do Meksyku. W ojczyźnie popadł w nędzę i alkoholizm. 

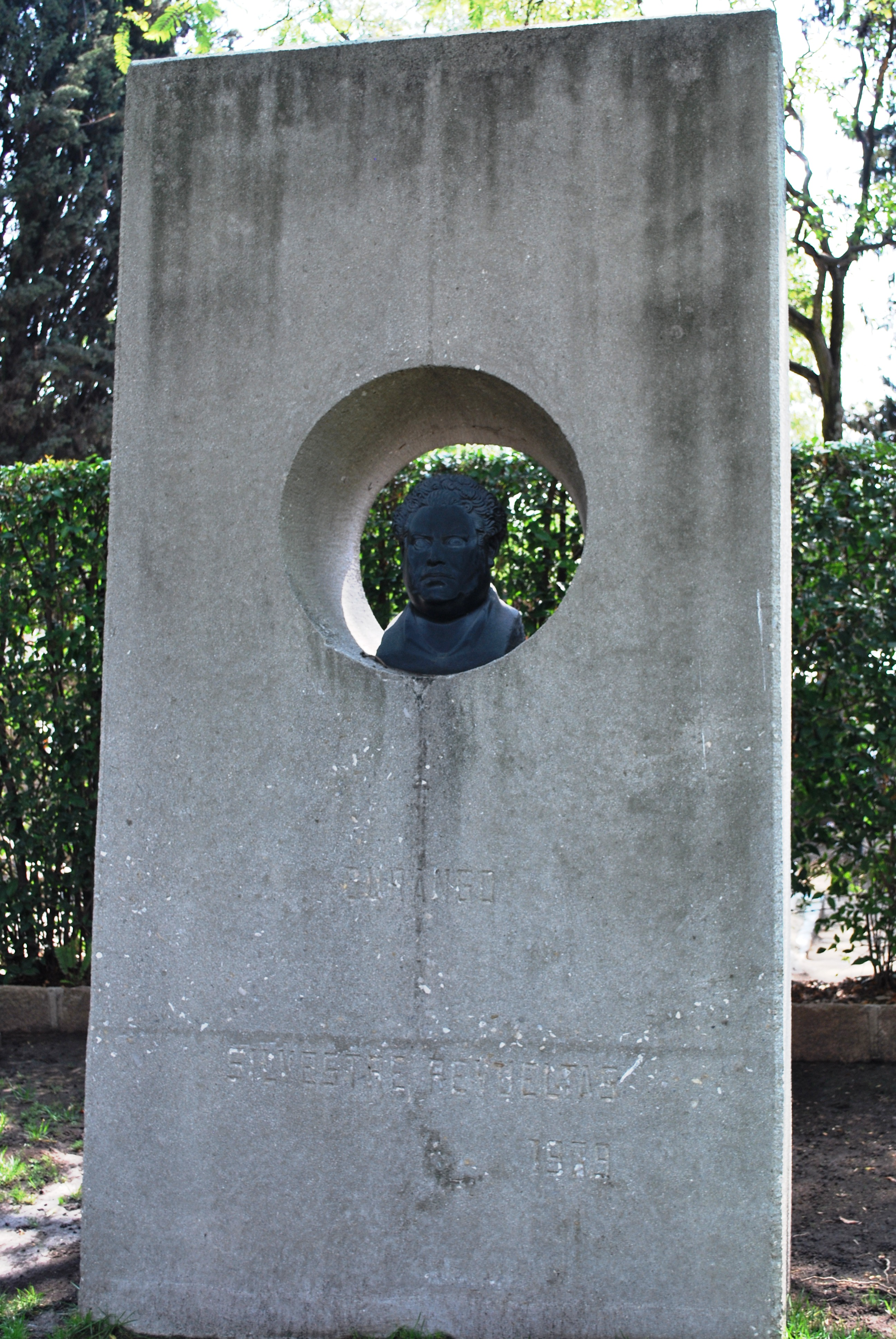
Grób Silvestre Revueltasa na cmentarzu Dolores w mieście Meksyk

Zmarł na zapalenie płuc, zaostrzone chorobą alkoholową w dniu premiery swojego baletu El renacuajo paseador, napisanego w 1933 roku.
Jest pochowany w Rotonda de las Personas Ilustres na cmentarzu Panteón de Dolores w Meksyku.

## Twórczość
Revueltas jest uznawany za jednego z głównych reprezentantów stylu narodowego w muzyce meksykańskiej XX wieku, obok Manuela Marii Poncego i Carlosa Cháveza. Cieszył się popularnością za życia, zwłaszcza jako dyrygent i kompozytor muzyki filmowej, później popadł w zapomnienie i został na nowo odkryty pod koniec XX wieku.
Większość dzieł kompozytora powstała w ostatniej dekadzie życia. Revueltas czerpał z tradycyjnej muzyki latynoamerykańskiej i łączył ją z nowoczesnymi trendami muzycznymi. Nie stronił od częstych zmian metrum i harmoniki. Pierwszy utwór orkiestrowy (Cuauhnahuac) napisał w 1930 roku. Za najlepszy i najbardziej znany utwór kompozytora uchodzi Sensemayá, zainspirowana tradycyjną afrokubańską muzyką religijną i porównywana rozmachem i stylem orkiestracji do Święta Wiosny Igora Strawińskiego. W pierwszym filmie, do którego napisał muzykę (¡Vámonos con Pancho Villa! z 1936 roku) zagrał epizodyczną rolę pianisty. Suita z muzyki do filmu La noche de los Mayas (1939) regularnie pojawia się w repertuarze orkiestrowym i jest uważana za najczęściej prezentowany utwór kompozytora.

## Wybór dzieł[1]

### Dzieła orkiestrowe
- Balety
  - El renacuajo paseador (1936)
  - La coronela (1940, niedokończony)

- Poematy symfoniczne
  - Cuauhnahuac (1930)
  - Esquinas (1930)
  - Ventanas (1930)
  - Alcancías (1932)
  - Colorines (1932)

- Utwory na orkiestrę
  - La noche de los Mayas (1939)
  - Itinerarios (1940)
  - Paisajes (1940)

- Utwory na orkiestrę kameralną
  - 8 x Radio (1933)
  - Planos (1934)
  - Homenaje a Federico García Lorca (1935)
  - Troka (1940)
  - Tres sonetos (1940)

### Utwory wokalno-symfoniczne
- Ranas (1931)
- El Tecolote (1931)
- Parias (1940)

### Muzyka filmowa
- Redes (1935)
- ¡Vámonos con Pancho Villa! (1936)
- El Indio (1938)
- Ferrocarriles de Baja California (1938)
- Los de Abajo (1939)
- Bajo el signo de la muerte (1939)

### Utwory kameralne (wybór)
- kwartety smyczkowe
- kwintet dęty
- utwory na skrzypce i fortepian

oraz piosenki i utwory fortepianowe